# Herdenkingsmunten van € 2 (2012)
Hieronder staat een lijst van herdenkingsmunten van twee euro met slagjaar 2012.
| Afbeelding | Land          | Ter gelegenheid van                                                                                            | Oplage     | Datum uitgave     |
| --- | ------------- | --- | ---------- | ----------------- |
| | Europese Unie | 10 jaar euro                                                                                                   | 89.631.857 | 2 januari 2012    |
| Omschrijving: Het euroteken in het midden van de munt toont dat de euro een element van bijzonder belang is geworden, zowel in Europa als wereldwijd, aangezien de euro zich de laatste tien jaar heeft ontwikkeld tot een wereldspeler in het internationale monetaire stelsel. De elementen rond het eurosymbool in het ontwerp van de munt brengen tot uitdrukking hoe belangrijk de euro is voor het publiek, de financiële wereld (ECB-toren), de handel (schepen), de industrie (fabrieken), de energiesector en onderzoek en ontwikkeling (windenergiecentrales). De initialen AH van de kunstenaar staan onder het beeld van de ECB-toren. De naam van het land van afgifte staat in de nationale taal (talen) bovenaan, terwijl de aanduiding 2002-2012 onderaan staat. Langs de buitenrand zijn de twaalf sterren van de Europese vlag afgebeeld. |               | |            |                   |
| Voor meer informatie zie Herdenkingsmunten 10 jaar Euro . |               | |            |                   |
| |               | |            |                   |
| | Luxemburg     | 100ste sterfdag van Groothertog Willem IV (negende uit de 'Luxemburgse dynastie'-serie)                        | 722.500    | 31 januari 2012   |
| Omschrijving: Links in het binnenste gedeelte van de munt is het gelaat van Zijne Koninklijke Hoogheid Groothertog Hendrik, naar rechts kijkend, afgebeeld boven op de beeltenis van Groothertog Willem IV, eveneens naar rechts kijkend. De tekst „GRANDS-DUCS DE LUXEMBOURG” en het jaartal „2012”, geflankeerd door het muntteken en de initialen van de muntmeester, staan boven beide beeltenissen in het binnenste gedeelte van de munt. Rechts van de beeltenissen zijn op de achtergrond de contouren van de stad Luxemburg afgebeeld. De naam „HENRI” en de naam „GUILLAUME IV” met de tekst „† 1912” bevinden zich onder de respectieve beeltenissen van de Groothertogen. Langs de buitenrand van de munt zijn de twaalf sterren van de vlag van de Europese Unie afgebeeld. |               | |            |                   |
| |               | |            |                   |
| | Spanje        | Kathedraal van Burgos (derde uit de serie 'UNESCO Wereld Erfgoedlijst')                                        | 4.000.000  | 2 februari 2012   |
| Omschrijving: Op het binnenste gedeelte van de munt is de aan Maria toegewijde kathedraal van Burgos afgebeeld, die beroemd is om haar enorme omvang en unieke architectuur. In 1221 werd met de bouw van de kathedraal begonnen en deze werd negen jaar later al voor diensten gebruikt, al zouden de werkzaamheden met tussenpozen doorgaan tot 1567. De kerk is grotendeels in de stijl van de Franse gotiek gebouwd, met renaissance-invloeden uit de vijftiende en zestiende eeuw. Links en rechts boven de afbeelding zijn respectievelijk de naam van het uitgevende land, ESPAÑA, en het jaartal 2012 te zien. Rechts staat het muntteken (een M met een kroon). Langs de buitenrand van de munt zijn de twaalf sterren van de Europese Unie afgebeeld. |               | |            |                   |
| |               | |            |                   |
| | Duitsland     | Slot Neuschwanstein in Hohenschwangau, Beieren (zevende uit de 'Bundesländer'-serie)                           | 30.935.000 | 3 februari 2012   |
| Omschrijving: De herdenkingsmunt „Bayern” is ontworpen door Erich Ott en toont het bekendste beeld van Slot Neuschwanstein. Op de munt is het zicht vanuit het oosten afgebeeld dat bezoekers te zien krijgen tijdens hun klim naar het slot, met het poortgebouw op de voorgrond en daarachter de in middeleeuwse stijl opgetrokken grote en kleine slottorens. De panoramische berg achter het slot is goed weergegeven, evenals de ligging van het slot op een steile rots met zicht op de romantische Pöllatschlucht. De naam „BAYERN” verbindt het afgebeelde bouwwerk „Slot Neuschwanstein” met de deelstaat Beieren. Het muntteken van de respectieve munt (A, D, F, G of J) bevindt zich rechts in het binnenste gedeelte van de munt en de initialen van de ontwerper staan links, eveneens in het binnenste gedeelte van de munt. Langs de buitenrand van de munt zijn de twaalf sterren van de Europese Unie afgebeeld, met bovenaan een D en onderaan 2012 voor respectievelijk het land en jaar van uitgifte.                                                                               |               | |            |                   |
| |               | |            |                   |
| | België        | 75 jaar Koningin Elisabethwedstrijd                                                                            | 5.013.000  | 6 juni 2012       |
| Omschrijving: Op het binnenste gedeelte van de munt staat het logo van het Koningin Elisabeth Concours afgebeeld over een portret naar links van Koningin Elisabeth, die in 1937 de aanzet tot het concours heeft gegeven. Links staat het muntmeesterteken (een ganzenveer) en rechts het muntteken (het hoofd van de aartsengel Michaël). In een halve cirkel langs de onderrand van het binnenste gedeelte is de inscriptie QUEEN ELISABETH COMPETITION te lezen. De jaartallen 1937-2012, ter ere van het 75-jarig jubileum, sieren de bovenrand van het binnenste gedeelte. De letters BE rechts van de afbeelding verwijzen naar het uitgevende land. Langs de buitenrand van de munt zijn de twaalf sterren van de Europese Unie afgebeeld. |               | |            |                   |
| |               | |            |                   |
| | San Marino    | 10 jaar euro                                                                                                   | 130.000    | 19 juni 2012      |
| Omschrijving: Deze munt is ontworpen door Helmut Andexlinger van de Oostenrijkse Munt en door burgers en inwoners van het eurogebied gekozen als gemeenschappelijke herdenkingsmunt voor 2012. Op het binnenste gedeelte wordt de wereld verbeeld door een in het midden geplaatst euroteken, als symbool voor de internationaal vooraanstaande positie die de euro zich de afgelopen tien jaar heeft verworven. Het euroteken wordt omringd door elementen die het belang van de munt symboliseren voor gewone mensen (verbeeld door een gezin), de financiële wereld (de Eurotower), de handel (een schip), de industrie (een fabriek), de energiesector en onderzoek en ontwikkeling (twee windturbines). Wie goed kijkt ziet de initialen van de ontwerper, A.H., tussen het schip en de Eurotower. Langs de boven- en onderrand van het binnenste gedeelte van de munt staan respectievelijk het land van uitgifte en de jaartallen 2002-2012. De munt wordt door alle landen van het eurogebied uitgegeven. Langs de buitenrand van de munt zijn de twaalf sterren van de Europese Unie afgebeeld. |               | |            |                   |
| |               | |            |                   |
| | Portugal      | Guimarães, culturele hoofdstad van Europa                                                                      | 520.000    | 21 juni 2012      |
| Omschrijving: Op het binnenste gedeelte van de munt is een gestileerde afbeelding te zien van Afonso Henriques, de eerste koning van Portugal, met zijn zwaard en het kasteel van Guimarães, dat wordt beschouwd als de plaats waar Portugal in de twaalfde eeuw als onafhankelijke natie is ontstaan. Links van de afbeelding staat het wapen van Portugal, met daaronder PORTUGAL. Rechts onder staat de inscriptie GUIMARÃES 2012 met het logo van Guimarães 2012, Culturele Hoofdstad van Europa. Langs de onderste rand van het binnenste gedeelte zijn het muntmerk INCM en de naam van de ontwerper JOSÉ DE GUIMARÃES aangebracht. Langs de buitenrand van de munt zijn de twaalf sterren van de Europese Unie afgebeeld. |               | |            |                   |
| |               | |            |                   |
| | Frankrijk     | 100ste geboortedag van L'Abbé Pierre                                                                           | 1.020.000  | 13 juli 2012      |
| Omschrijving: De munt toont een portret van Abbé Pierre, met zijn baret, en het logo van zijn stichting met de microtekst „Et les autres?”, het favoriete motto van de stichting om eraan te herinneren dat men nooit mag vergeten de anderen te helpen. Links bevinden zich de letters „RF”, die staan voor „République française”, samen met de hoorn des overvloeds, het muntteken van de Monnaie de Paris. Rechts is de „fleurette”, het teken van het graveeratelier, te zien. Langs de buitenrand van de munt zijn de twaalf sterren van de vlag van de Europese Unie afgebeeld. |               | |            |                   |
| |               | |            |                   |
| | Monaco        | 500ste verjaardag van de stichting van Monaco's soevereiniteit, door oprichter Lucianus van Monaco             | 110.000    | 10 september 2012 |
| Omschrijving: Het middengedeelte van de munt bevat een portret van Lucianus GRIMALDI I, links van opzij gezien. In een boog langs de bovenzijde van het middengedeelte van de munt staan boven het portret de woorden „SOUVERAINETE DE MONACO”, geflankeerd door de jaartallen „1512” en „2012”. Aan het begin en aan het eind van de woorden zijn twee decoratieve details gegraveerd. Aan de onderzijde zijn links van het portret de hoorn des overvloeds, het muntteken van de Monnaie de Paris, en rechts van het portret de „fleurette”, het teken van het graveeratelier, te zien. Boven het muntteken staat de inscriptie „Lucien I er ”. Langs de buitenrand van de munt zijn de twaalf sterren van de vlag van de Europese Unie afgebeeld. |               | |            |                   |
| |               | |            |                   |
| | Finland       | 150ste geboortedag van Helene Schjerfbeck                                                                      | 2.000.000  | 5 oktober 2012    |
| Omschrijving: Afgebeeld is een gestileerd zelfportret van de kunstenares, met links daarvan de naam Helene SCHJERFBECK en rechts daarvan de jaartallen 1862-1946. Linksonder staan het jaartal 2012 en de landsaanduiding FI. Langs de buitenrand van de munt zijn de twaalf sterren van de vlag van de Europese Unie afgebeeld. |               | |            |                   |
| |               | |            |                   |
| | Italië        | 100ste sterfdag van Giovanni Pascoli                                                                           | 15.000.000 | 10 oktober 2012   |
| Omschrijving: Op de voorgrond staat een portret van de dichter van Romagna, Giovanni PASCOLI, een representatieve figuur van de Italiaanse literatuur van het einde van de 19e eeuw. Rechts bevinden zich het jaar van uitgifte „2012” en het monogram van de Italiaanse Republiek „RI”; links zijn het overlijdensjaar „1912”, het muntteken „R” en de initialen van de ontwerpster Maria Carmela Colaneri „MCC” vermeld. Onderaan staat het boogvormige opschrift „G. PASCOLI”. Langs de buitenrand van de munt zijn de twaalf sterren van de Europese vlag afgebeeld. |               | |            |                   |
| |               | |            |                   |
| | Malta         | Majority Representation in 1887 (tweede uit de 'Constitutionele Geschiedenis'-serie)                           | 405.000    | 15 oktober 2012   |
| Omschrijving: Het ontwerp is van de hand van de Maltese kunstenaar Gianni Bonnici en toont een uitbundige menigte met het paleis van de gouverneur in Valletta op de achtergrond. In het binnenste gedeelte van de munt staat bovenaan in een halve cirkel het opschrift „MALTA — Majority representation 1887”. Onderaan bevindt zich het jaartal „2012”. Langs de buitenrand van de munt zijn de twaalf sterren van de vlag van de Europese Unie afgebeeld. |               | |            |                   |
| |               | |            |                   |
| | Vaticaanstad  | VII Wereldgezinsdagen in Milaan                                                                                | 103.000    | 16 oktober 2012   |
| Omschrijving: Op het binnenste gedeelte van de munt is een gezin afgebeeld met op de achtergrond de kathedraal van Milaan, de organiserende stad. De Wereldgezinsdagen worden elke drie jaar gehouden om te onderstrepen dat het gezin van alle mensen is: het gezin is universeel en draagt overal ter wereld bij aan het menselijke in de samenleving. Rond de afbeelding van het gezin staan in het Italiaans de naam van het evenement en van Vaticaanstad, plus het jaartal 2012. Het muntmerk R is tussen het jongetje en zijn moeder te zien. Langs de buitenrand van de munt zijn de twaalf sterren van de Europese Unie afgebeeld. |               | |            |                   |
| |               | |            |                   |
| | Luxemburg     | Huwelijk van Erfgroothertog Willem met gravin Stéphanie de Lannoy (tiende uit de 'Luxemburgse dynastie'-serie) | 512.000    | 21 januari 2013   |
| Omschrijving: Op de munt staat links op het binnengedeelte de beeltenis van Zijne Koninklijke Hoogheid, Groothertog Hendrik, en rechts op het binnengedeelte de beeltenis van de erfgroothertog Willem die de beeltenis van Gravin Stéphanie overlapt. De teksten „PRËNZENHOCHZAÏT” en „LËTZEBUERG” en het jaartal „2012”, geflankeerd door het muntteken en de initialen van de muntmeester, staan onderaan op het binnenste gedeelte van de munt. Langs de buitenrand van de munt zijn de twaalf sterren van de Europese vlag afgebeeld. |               | |            |                   |